# Robert de Luzarches

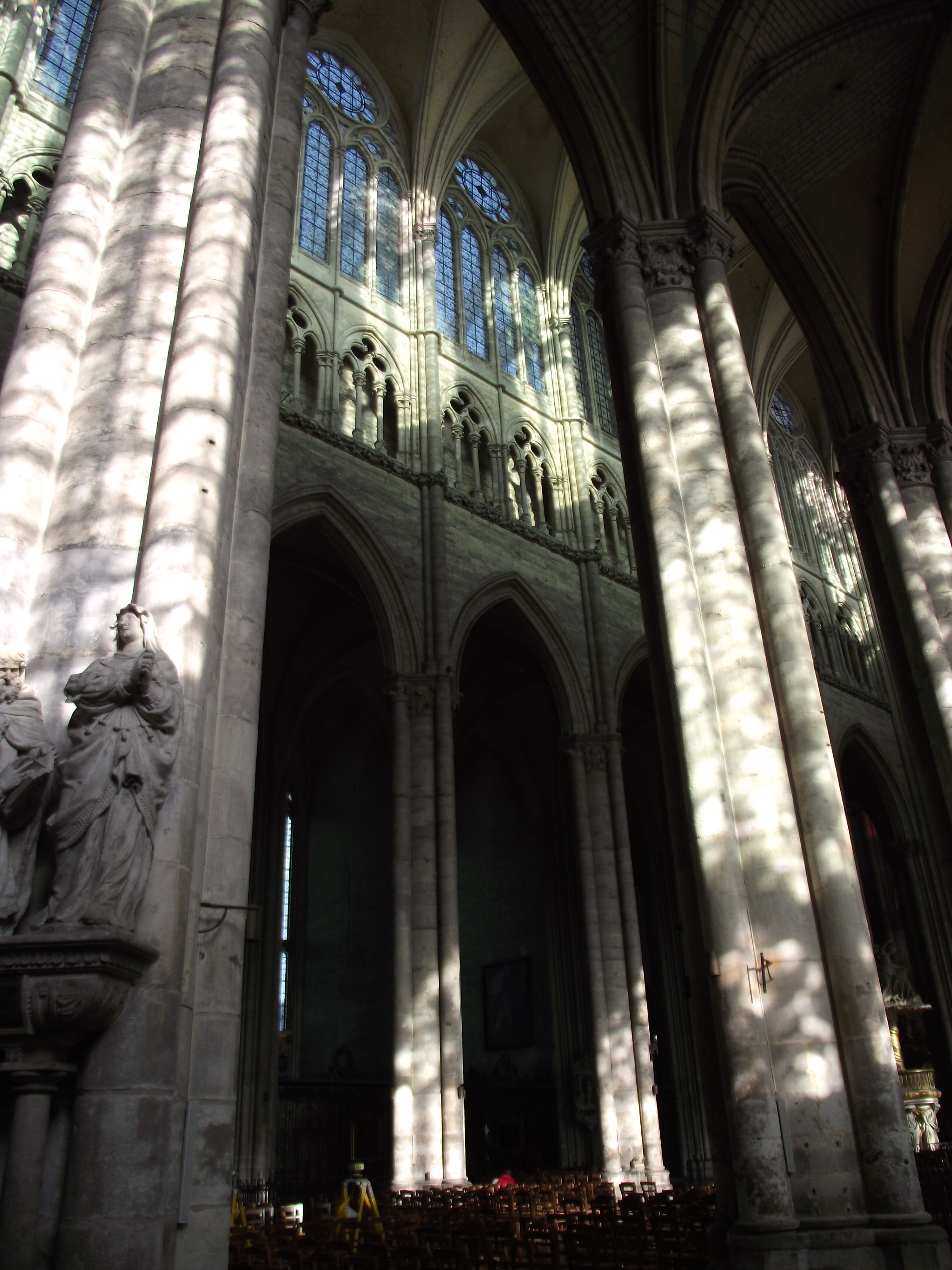
Veduta dell'interno della Cattedrale di Amiens

Robert de Luzarches (1180 – Amiens, 1222) è stato un architetto francese, vissuto nel medioevo.

## Biografia
Egli è stato l'architetto della chiesa conventuale dell'abbazia di Port-Royal-des-Champs, che ha costruito in stile cistercense, ma soprattutto l'iniziatore della costruzione della Cattedrale Notre-Dame di Amiens. Venne scelto, dal vescovo di Amiens, Évrard de Fouilloy, per la sua bravura nel campo del disegno ed iniziò i lavori nel 1220. Ridusse al massimo il numero delle sagome necessarie alla costruzione della navata e del transetto accelerando la messa in funzione del cantiere.